# Paksé
Paksé ou Pakxé (laotien : ປາກເຊ, IPA: pȁːk séː « Embouchure de la rivière ») est la capitale de la Province de Champassak au Laos. C'est la capitale du Sud, l'une des villes les plus importantes en terme économique. En 2010, elle comptait environ 77 000 habitants, ce qui en fait la troisième ville du pays derrière la capitale Vientiane (795 000 habitants) et Savannakhet (124 000 habitants).
Entre 1713 et 1946, elle fut la capitale du Royaume de Champassak, avant de devenir un vassal du Siam puis d'être absorbée par le royaume du Laos.

## Histoire
La ville de Paksé a été fondée par les Français comme un avant-poste administratif en 1905. Elle était autrefois la capitale du Royaume de Champassak, aboli en 1946, lorsque le Royaume du Laos a été formé. Le palais du roi est devenu un hôtel, le Champasak Palace. Depuis la construction d'un pont sur le Mékong (avec l'aide japonaise), permettant la liaison routière avec Ubon Ratchathani en Thaïlande, Paksé est devenu le centre commercial du sud du Laos. Le réaménagement de l'aéroport de Paksé, terminé le 2 novembre 2009, a permis la reprise des vols à destination de Vientiane, Siem Reap et Bangkok.
"Le projet Pakse voit en effet dans le Laos un pays prédisposé à diffuser la culture de la paix en Asie du Sud-Est."

## Géographie

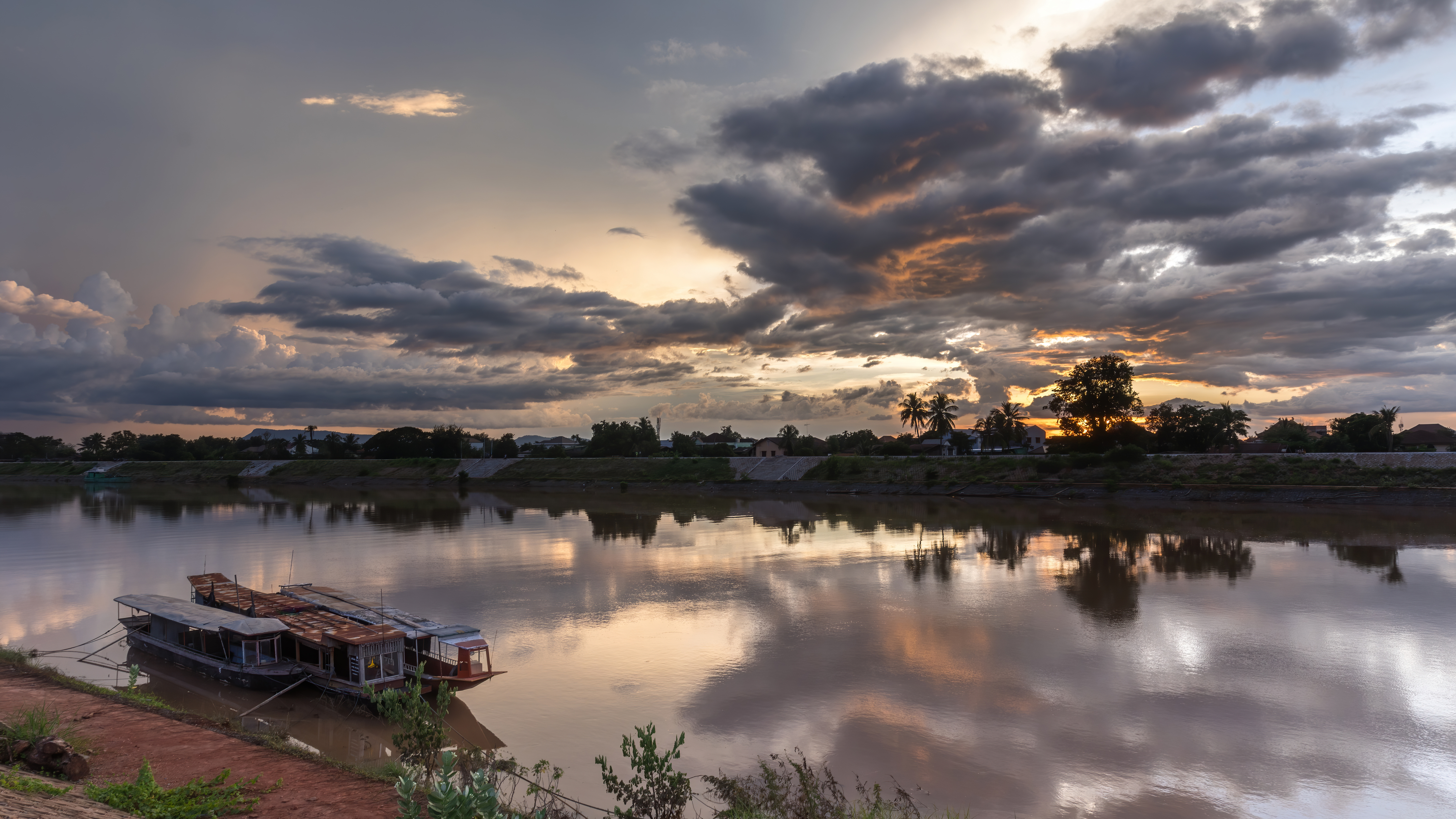
Reflet dans l'eau d'un coucher de soleil avec des nuages gris et orange au-dessus de la rivière Sé Don, et trois bateaux amarrés à la berge à Paksé. Septembre 2023.

La ville est située sur la rive gauche du Mékong, à son confluent avec la Sé Done (rivière Done). C'est un point naturel d'accès aux provinces voisines, grâce à son aéroport, à ses deux ponts sur la Sé Done et à celui sur le Mékong, monumental, qui permet de rejoindre la Thaïlande. C'est aussi le débouché naturel des produits du plateau des Bolovens, comme le café.
Du point de vue touristique, Paksé permet d'accéder au monument pré-angkorien du Vat Phou et aux chutes de Khone, marquant la frontière avec le Cambodge.
Elle est le point de départ idéal pour découvrir la région de Si Phan Don (« Quatre mille îles »).

## Culture locale et patrimoine

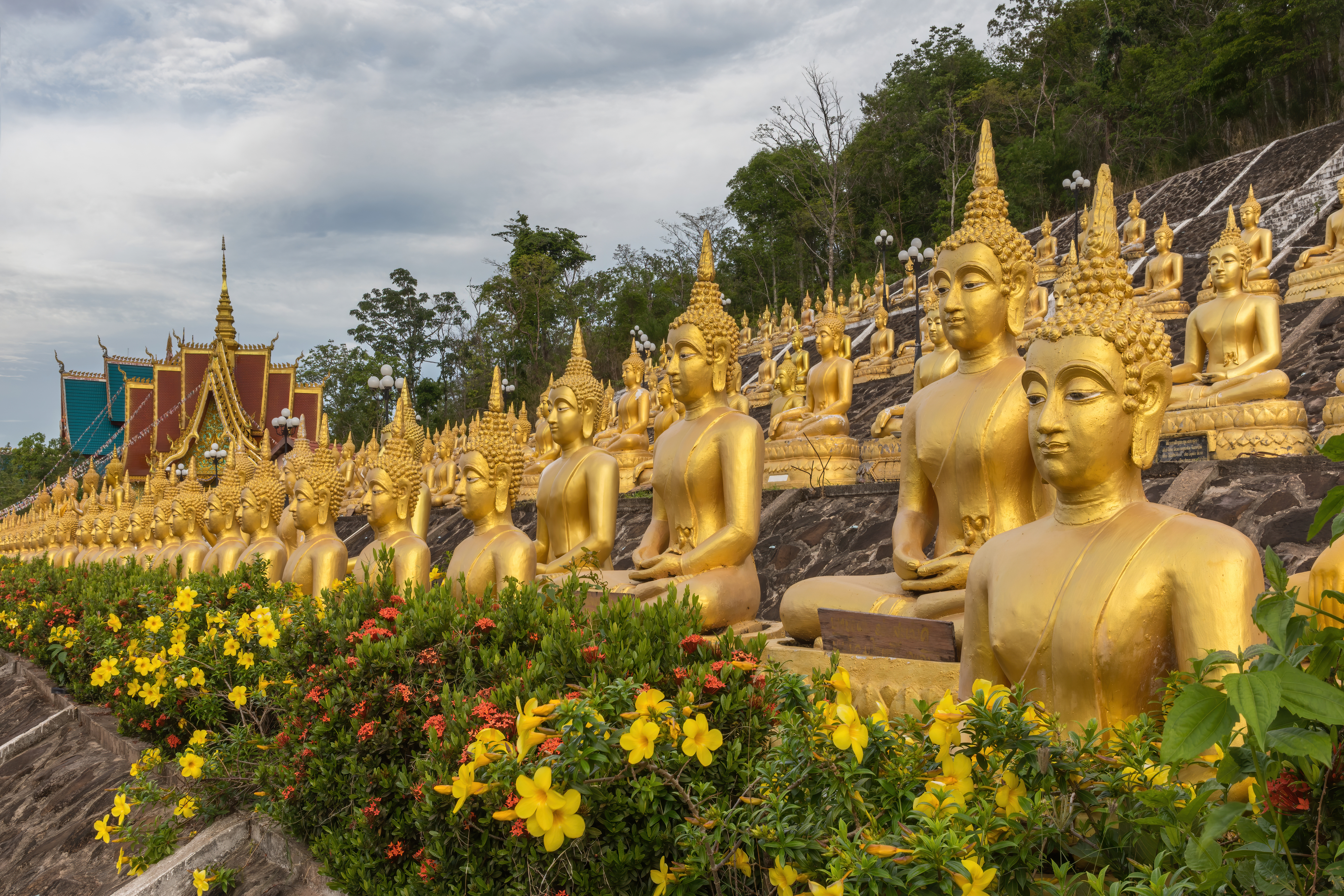
Rangées multiples de statues dorées du Bouddha assis, avec des fleurs jaunes et rouges, au temple bouddhiste Phou Salao (Golden Buddha temple) de Paksé. Juin 2020.

La ville abrite le Musée provincial de Champasak.
La ville avec sa petite église-cathédrale du Sacré-Cœur, construite par les missionnaires français, est le siège du vicariat apostolique de Paksé.

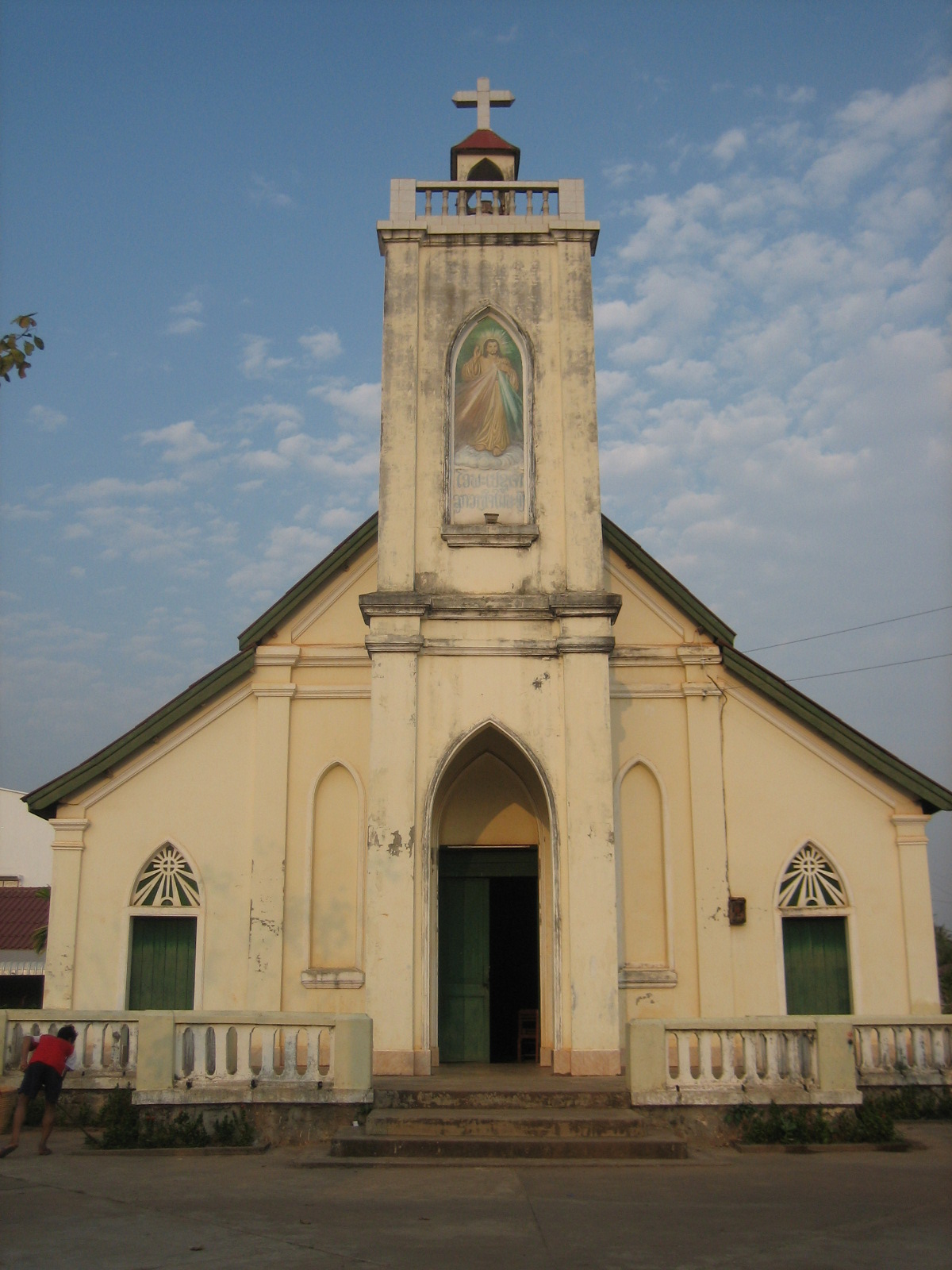
Eglise catholique de Paksé.

## Transports

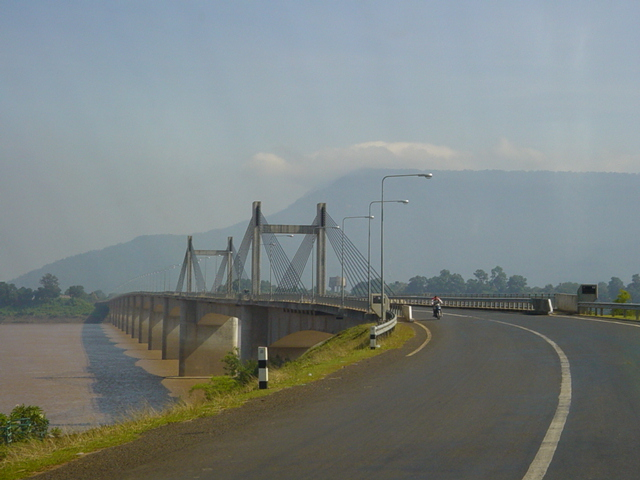
Le pont sur le Mékong.

La ville est située sur la route n° 13, qui parcourt le Laos du nord au sud. Un pont sur le Mékong construit avec l'aide japonaise permet la circulation routière vers Ubon Ratchathani, en Thaïlande.
Paksé est aussi desservie par un aéroport international et domestique, l'aéroport de Paksé.